# Namibiotrupes zumpti
Namibiotrupes zumpti là một loài bọ cánh cứng trong họ Geotrupidae. Loài này được Frey miêu tả khoa học năm 1955.